# Parc national Croajingolong
Le parc national Croajingolong est un parc national situé au Victoria en Australie à 427 km  à l'est de Melbourne. 
C'est un parc étroit bordé par l'océan Pacifique au sud, la rivière Bemm à l'ouest, la ville de Mallacoota à l'est.
Le nom du parc vient du nom de la tribu aborigène qui habitait sur le site.